# أليس غيل
أليس غيل (بالإنجليزية: Alice Gale) هي ممثلة أمريكية، ولدت في 5 ديسمبر 1858 بفيلادلفيا في الولايات المتحدة، وتوفيت في 27 مارس 1941 بهاريسبرج في الولايات المتحدة.

## وصلات خارجية
- أليس غيل على موقع IMDb (الإنجليزية)
- أليس غيل على موقع قاعدة بيانات برودواي على الإنترنت (الإنجليزية)
- أليس غيل على موقع قاعدة بيانات الفيلم (الإنجليزية)